# Leptosome
Le leptosome est une morphotypologie définie par Ernst Kretschmer dans son œuvre biotypologique, opposé au pycnique, court et large, et caractéristique d'une personne plutôt longiligne. La description de ce type somatique fait plus de place au « coup d'œil » qu'aux mensurations anthropométriques, plus tard chères à Sheldon.
Le leptosome (de leptos, étroit ; et de soma, corps), qui dans certains cas va jusqu'au type encore plus marqué de l'asthénique, est tout en longueur; sa croissance en largeur, en épaisseur ne s'est pas développée suffisamment. Les membres sont graciles, les côtes se voient sous la peau. Du point de vue morphopsychologique, le visage est allongé, le nez est long lui aussi, le crâne est réduit (sans dépendre d'une craniosténose), le menton en retrait, le teint pâle. Il a beaucoup de cheveux et peu de poils. Sa sexualité est problématique mais, sauf le cas d'asthénie, il est fort et surtout très résistant.
Ce physique serait corrélé à un type de personnalité plus ou moins en rupture avec le réel (schizoïde et schizothyme) dont l'extremum serait le schizophrène. Minkowski a relevé qu'il s'accompagne de formes peu adaptées de stéréotypies psychiques. Il existerait une scission entre surface psychique et profondeur. La surface est trop lisse, trop anodine ou froide et raide, la profondeur est tourmentée, sensible et douloureuse.